# Paul Natorp
Paul Natorp (Düsseldorf, 24 de gener de 1854 - Marburg,17 d'agost de 1924) va ésser un filòsof i pedagog alemany que, juntament amb Hermann Cohen, és el representant més característic de l'escola neokantiana de Marburg i el pare de la moderna pedagogia social. Fou un dels inspiradors de la Constitució de la República de Weimar,

## Biografia
Fill d'un pastor evangèlic, de 1871 a 1875 va estudiar música, història, literatura clàssica i filosofia a la Universitat de Berlín (1871), la Universitat de Bonn (1872), i la Universitat d'Estrasburg. On, el 1876, es doctorà en història sota la direcció positivista d'Ernest Laas. Són anys en què Paul Natorp viu en el context de conflictes socials i polítics, de l'expansió de la industrialització o la unificació alemanya..També cursà estudis d'història i música. Després de quatre anys essent professor d'educació secundària, el juny de 1880 entrà com a bibliotecari a la Universitat de Marburg. En aquesta universitat fou deixeble de Hermann Cohen que va ser el seu mestre i guia intel·lectual i amb qui es proposà aprofundir i actualitzar l'idealisme crític. El 1881 obtingué l'habilitació amb un treball sobre l'epistemologia de Descartes. Ja lluny del positivisme d'Ernst Laas. De 1885 a 1892 va ser professor i el 1892 esdevenia catedràtic de filosofia i pedagogia de la Universitat de Marburg, com a successor de Julius Bergmann. Allà professaria i investigaria la resta de la seva vida. A partir de 1887 va dirigir la revista Philosophische Monatshefte. Fou un dels impulsors del moviment neokantià de l'anomenada Escola de Marburg.

## Pensament
Fou un dels més rellevant exponents de l'Escola de Marburg que proposava superar les filosofies materialistes i positivistes vuitcentistes retornant al pensament i obra de Kant. Per Natorp, com per Cohen, la filosofia no és un coneixement que es dirigeix a les coses, a l'objecte, sinó a la unitat del mer coneixement. La filosofia és la ciència dels primers principis, és la teoria del coneixement. Els fets concrets, les coses, són el camp de les ciències. Tot i això, Natorp creu que la filosofia ha de basar-se per iniciar la seva tasca en el progrés de la ciència. Un plantejament que l'obliga a harmonitzar dos elements que semblen divergents: el caràcter autònom de la filosofia i el basament en la ciència en el seu esdevenir constant.
Malgrat la seva preocupació per la metodologia, Paul Natorp no es limità a l'anàlisi metodològica de l'estructura lògica de les ciències. Sobretot l'activitat filosòfica de Natorp s'inicià amb recerques de caràcter psicològic i, especialment, de pedagogia social. El mètode filosòfic de Natorp ha estat el "mètode crític". Tot i que la metodologia és sols un dels aspectes del seu pensament filosòfic abordant l'anàlisi epistemològica de l'estructura lògica de les ciències naturals i especialment de les físico-matemàtiques. La mirada filosòfica de Natorp s'adreçà a investigacions de caràcter psicològic i, sobretot de pedagogia social enclosa la funció de la religió dins la comunitat humana. A través de la pedagogia social Natorp trobà elements per mostrar-nos una de les condicions fonamentals de l'estructura de la consciència, la qual no és una mera substància individual ni tampoc el simple reflex passiu de la societat sinó el producte dinàmic d'una correlació incessant. La lògica és per a Natorp una mena d'ontologia. Per altra banda, la psicologia és una mena de teoria del coneixement, perquè el subjecte per ella estudiat és el nucli de tota possible objectivació i el "lloc" on es dona l'experiència transformable.
Paul Natorp, que accepta el principi de la voluntat d'Herbart, postula que la unitat sintètica del pensament no és altra cosa que el suport de la darrera radical unitat, la del pensament i l'acció i la de la filosofia pràctica i teòrica.
El filosof i pedagog alemany a través de les seves propostes, donà suport als moviments a favor de la socialdemocràcia, la reforma educativa o el cooperativisme entre altres causes socials. També en el context històric de l'Alemanya del seu temps, defensà el pacifisme i el nacionalisme com a força de millora i igualtat social amb vocació universal.

## Pedagogia social
Per a Natorp l'educació de cada persona és condicionada socialment i, al mateix temps, la vida social ho està per una educació adequada dels individus que la conformen. Ambdós fets són en realitat un de sol, ja que la comunitat és la unió dels individus. Aquella viu únicament en la unió dels seus membres. Així, doncs, tota educació és per una banda social i per l'altra individual. Tot i que cal tenir present que l'educació és una abstracció, allò social comprèn el que és individual. El pedagog alemany remarca que sols esdevenim persones a través de la societat humana. Ja que no vivim aïllats sinó sota la influència dels altres i relacionant i constrastant aquest influx. L'objectiu de l'educació no ha de ser per a una situació nacional o política concreta sinó per a la transformació de la humanitat.
Perquè ser persona, humanitzar-se, sols és factible en una vida comunitària entesa com la participació i el compromís de l'individu en uns projectes espirituals comuns adreçats a la millora i la positiva transformació de la societat. És per això que l'educació ha de ser social per tal d'assolir el més alt grau possible de cultura científica, moral i estètica en comunitat, mitjançant la comunitat, com a comunitat.

## Selecció d'obres
- Descartes' Erkenntnistheorie. Eine Studie zur Vorgeschichte des Kriticismus. Universitat de Marburg, 1882.
- Philosophie und Pädagogik, Marburg, 1909.
- Allgememe Pädagogik in Leitsätzen zu akademischen Vorlesungen, Marburg,1905.
- Logik, Marburg, 1910.
- Sozial-Idealismus, Berlín 1920.
- Der Idealismus Pestalozzis, Leipzig 1919.
- Curso de Pedagogía, Madrid 1905
- Religión y Humanidad, Madrid 1914
- Kant y la escuela filosófica de Marburgo, 1912
- Pestalozzi. Su vida y sus ideas, Barcelona 1931
- Pedagogía social. Teoría de la educación de la voluntad sobre la base de la comunidad. Madrid: Biblioteca Nueva, 2001, Introducció de Conrad Vilanou.